# Grzawa
Grzawa est une localité polonaise de la gmina de Miedźna, située dans le powiat de Pszczyna en voïvodie de Silésie.